# ジミー・ボーリン
ジミー・ボーリン（Jimmy Bohlin）は、スウェーデンのレーシングドライバー。

## 経歴
1995年からフォーミュラ・3ノルディックにてレースデビューし、シリーズ5位となる。1998年までこのレースに参戦し、ボーリンは同年にノルディックのタイトルを獲得した。以降はツーリングカーレースに転向し、翌年からはスウェーデンツーリングカー選手権(STCC)に参戦。2001年まで同レースに参戦した。2012年にはスウェーデンGT選手権に参戦しシリーズ3位を獲得している。